# Conus pulicarius
El Conus pulicarius es una especie de caracol de mar, un molusco gasterópodo marino en la familia Conidae, los caracoles cono y sus aliados.
Estos caracoles son depredadores y venenosos. Son capaces de "picar" a los seres humanos y seres vivos, por lo que debe ser manipulado con cuidado o no hacerlo en absoluto.

## Galería

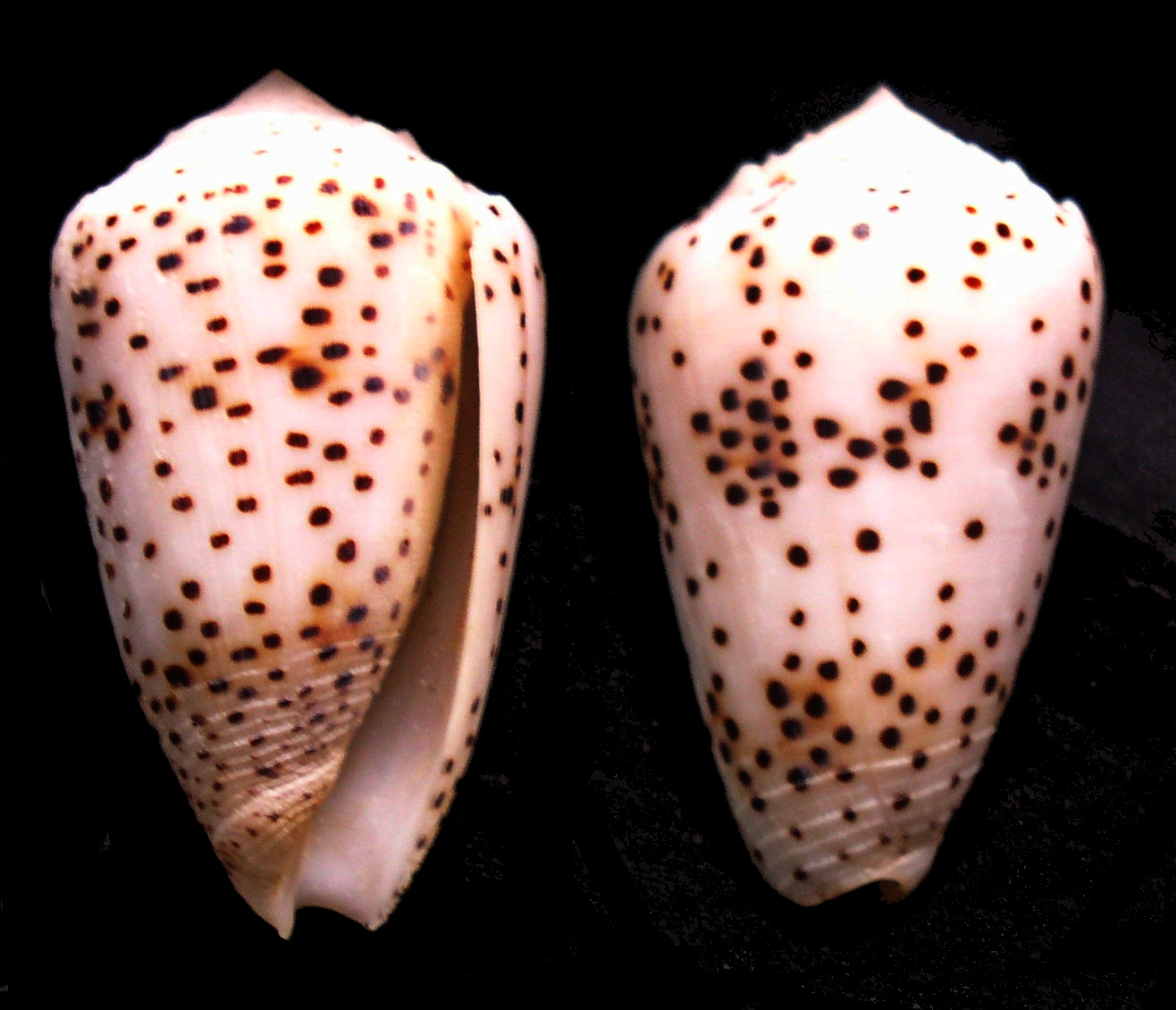
Conus pulicarius Hwass in Bruguière, J.G., 1792
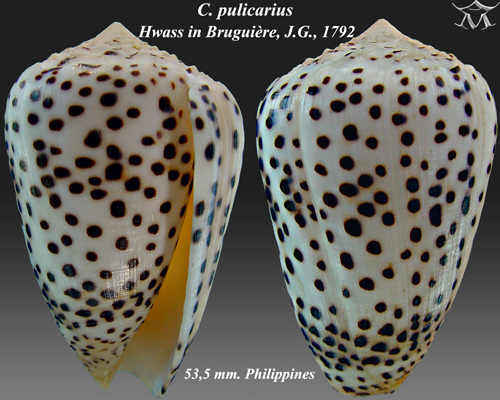
Conus pulicarius Hwass in Bruguière, J.G., 1792
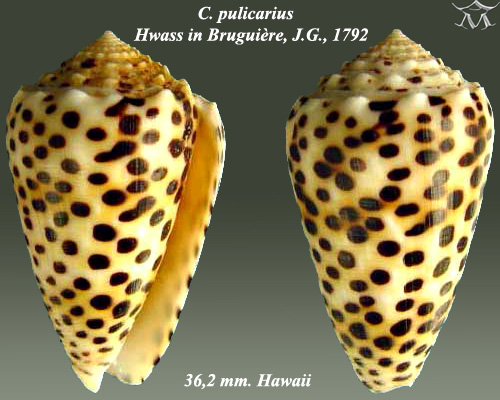
Conus pulicarius Hwass in Bruguière, J.G., 1792
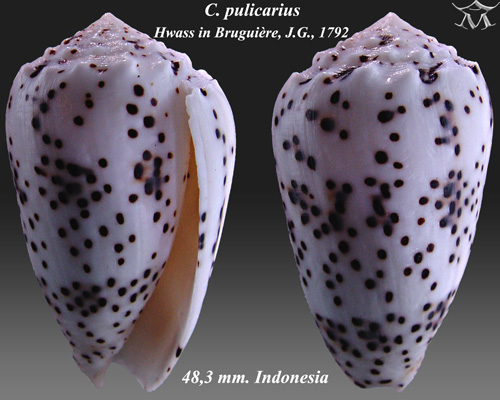
Conus pulicarius Hwass in Bruguière, J.G., 1792
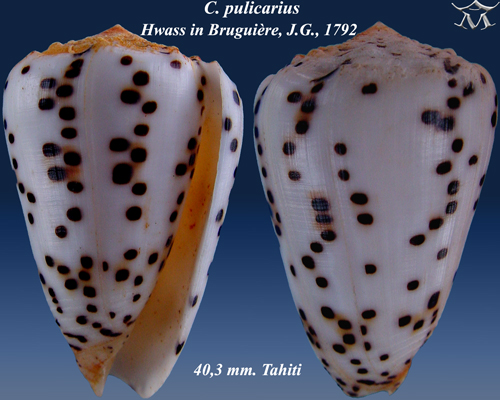
Conus pulicarius Hwass in Bruguière, J.G., 1792
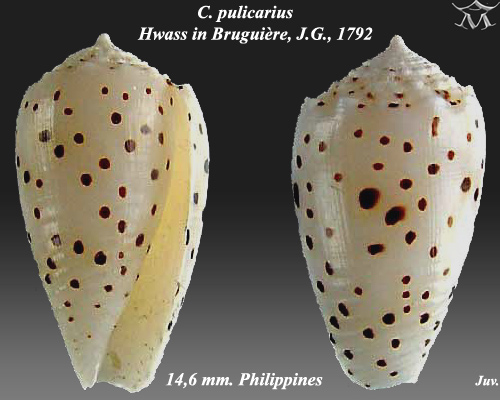
Conus pulicarius Hwass in Bruguière, J.G., 1792 (juv).